# Krestjanskaja zastawa
Krestinskaja zastawa (ros. Крестьянская застава – Chłopska zastawa) – stacja linii Liublińsko-Dmitrowskiej metra moskiewskiego, otwarta 28 grudnia 1995, wraz z otwarciem linii Liublińsko-Dmitrowskiej.
Stacja jest połączona ze stacją Proletarskaja na linii Tagańsko-Krasnopriesnieńskiej.